# Lisa Hahner
Lisa Hahner (Hünfeld, 20 november 1989) is een atleet uit Duitsland.
Op de Olympische Zomerspelen van Rio de Janeiro in 2016 liep Hahner de marathon, waar ze als 82e finishte. Ze kwam hand-in-hand over de finish met haar tweelingzus Anna Hahner, wat in de media flink wat kritiek teweeg bracht.

## Privé
Lisa Hahner is de tweelingzus van Anna Hahner.